# Felipe Santiago Salaverry
Pour les articles homonymes, voir Del Solar.
Felipe Santiago Salaverry del Solar, né le 3 mai 1806 à Lima (Pérou), mort le 18 février 1836 à Arequipa (Pérou), est un militaire et homme d'État péruvien. Il est le président de la République du Pérou, du 23 février 1835 à la suite d'un coup d'État au 18 février 1836, date où il est exécuté.

## Légalisation de la traite négrière
En 1835, lors de son éphémère présidence, il signe un décret faisant à nouveau légale la déportation d'esclaves à travers les autres pays latins d'Amérique. Si bien que, deux ans après sa mort, est retiré de la constitution le principe du "sol émancipateur" selon lequel un esclave entrant au Pérou se voyait, de facto, affranchi. Cette suppression consacre cette "tendance rétrograde" exprimée par La Reclamación de los vulnerados derechos de los hacendados de las provincias litorales del Departamento de Lima publiée en 1833 par José María Pando dans laquelle une série d'arguments historiques, juridiques, économiques et religieux légitiment le système esclavagiste.

## Postérité
Dans la crypte funéraire El Panteón de los Próceres, située à l'intérieur de l'ancienne église du Collège royal de San Carlos (Real Colegio de San Carlos), devenue aujourd'hui le Centre culturel de l'Université de San Marcos (Centro Cultural de la Universidad de San Marcos), se trouve, parmi les héros de l'indépendance du Pérou, un buste de Felipe Santiago Salaverry del Solar.